# Bandera de Valldoreix
La bandera oficial de Valldoreix té el següent blasonament:
Bandera apaïsada, de proporcions dos d'alt per tres de llarg, groga, amb un pal onat blau, de gruix 1/15 de la llargària del drap situat a 2/15 del vol; i amb un pentàgon irregular vermell al pal, un vèrtex del qual se situa a la intersecció d'1/2 de l'alçària del drap i 3/5 de la llargària del mateix drap, un vèrtex a 1/4 de la llargària del marge superior, un vèrtex a 1/4 de la llargària del marge inferior i els altres dos vèrtexs en els angles del pal, amb una domus blanca oberta, de proporcions 1/2 de l'alçària del drap i 1/3 de la llargària del mateix drap, centrada a 1/15 del pal.
Va ser aprovada el 7 de juny de 2006 i publicada en el DOGC el 27 de juny del mateix any amb el número 4663.